# ミラノ・カドルナ駅
ミラノ・カドルナ駅（伊: Stazione di Milano Cadorna）は、 イタリア共和国ミラノにある鉄道駅。ルイージ・カドルナ大広場 (Piazzale Luigi Cadorna) に位置し、スフォルツェスコ城やミラノ・トリエンナーレに隣接する。ミラノ＝サロンノ州内鉄道路線の始発駅でFNMグループの主要な駅である。
2005年の旅客数は40,151,216人であった

## 歴史
駅舎は1879年に当時の市長ジュリオ・ベッリンザーギにより建てられた。
当初は木造で山荘の外観であったが、1895年に取り壊されて3階建に建て替えられた。
1920年に駅は拡張されたが、1943年に第二次世界大戦の空襲により破壊された。
戦後すぐに現在の建物が再建された。
駅と周辺の広場は、2000年の建築家ガエ・アウレンティ主導の改修作業が行われ
今は賛否両論のある彫刻家クレス・オルデンバーグの現代彫刻作品『針と糸』も置かれている。

## 各鉄道路線

### 州内鉄道
以下の各路線の南端の始発駅になっている:
マルペンサ・エクスプレス  ミラノ・カドルナ ↔ マルペンサ空港
FNM1 ミラノ・カドルナ ↔ サロンノ ↔ ノヴァーラ・ノルド
FNM2 ミラノ・カドルナ ↔ サロンノ ↔ ヴァレーゼ ↔ ラヴェーノ＝モンベッロ・ノルド
FNM3 ミラノ・カドルナ ↔ サロンノ ↔ コモ・ラーゴ
FNM4 ミラノ・カドルナ ↔ エルバ ↔ カンツォ＝アッソ

### 近郊線
以下の各路線の南端の始発駅になっている:
 ミラノ・カドルナ ↔ サロンノ
 ミラノ・カドルナ ↔ カムナーゴ・レンターテ

### 地下鉄
ミラノ地下鉄の赤 (M1) 線、緑 (M2) 線のカドルナ駅との乗換駅となっている。 
 ミラノ地下鉄M1線
 ミラノ地下鉄M2線

## 備考
1. ↑  Bilancio Sociale 2004-2005